# Guido Messina
Pour les articles homonymes, voir Messina.
Guido Messina (né le 4 janvier 1931 à Monreale dans la province de Palerme en Sicile et mort le 10 janvier 2020 à Turin dans le Piémont) est un coureur cycliste italien des années 1950. Spécialiste de la piste, il est notamment champion olympique de poursuite par équipes et quintuple champion du monde de poursuite individuelle.

## Biographie
Guido Messinal a quitté sa région d'origine et a émigré au Piémont et précisément à Turin dans l' après-guerre pour pouvoir poursuivre sa carrière sportive et s'est installé à Caselette, dans le Val de Suse.  
Spécialiste de la poursuite, Guido Messina a été deux fois champion du monde de cette discipline chez les amateurs (en 1948 et 1953) puis trois fois chez les professionnels (en 1954, 1955 et 1957), et champion olympique de poursuite par équipes aux Jeux de 1952 à Helsinki. Professionnel de 1954 à 1962, il a également couru sur route et remporté la première étape du Tour d'Italie 1955.

## Palmarès sur piste

### Jeux olympiques
- Helsinki 1952
  -  Champion olympique de poursuite par équipes (avec Marino Morettini, Mino De Rossi et Loris Campana)

### Championnats du monde
- Amsterdam 1948
  -  Champion du monde de poursuite amateurs
- Rocourt 1950
  -  Médaillé de bronze de la poursuite amateurs
- Milan 1951
  -  Médaillé de bronze de la poursuite amateurs
- Zurich 1953
  -  Champion du monde de poursuite amateurs
- Cologne 1954
  -  Champion du monde de poursuite
- Milan 1955
  -  Champion du monde de poursuite
- Copenhague 1956
  -  Champion du monde de poursuite
- Rocourt 1957
  -  Médaillé de bronze de la poursuite

### Championnats nationaux
- Champion d'Italie de poursuite amateurs en 1950 et 1953
- Champion d'Italie de poursuite en 1954, 1955 et 1956
- Champion d'Italie d'omnium en 1956

## Palmarès sur route

### Palmarès amateur
- 1950
  - Trofeo Cerchi d'Oro Nisi
  - 3e du Giro del Sestriere
- 1953
  - Coppa Valle Grana

### Palmarès professionnel
- 1954
  - 10e de Milan-San Remo
- 1955
  - 1re étape du Tour d'Italie
- 1956
  - 4e étape de Rome-Naples-Rome
- 1957
  - 3e de Milan-Turin
  - 9e de Milan-San Remo
- 1960
  - 13e étape de Rome-Naples-Rome

### Résultats sur le Tour d'Italie
5 participations :
- 1954 : abandon
- 1955 : 47e, vainqueur de la 1re étape,  maillot rose pendant un jour
- 1956 : abandon
- 1957 : abandon
- 1958 : abandon (3e étape)